# Mike McKay
Michael McKay, bolj znan kot Mike McKay, avstralski veslač, * 30. september 1964.
McKay je za Avstralijo nastopil na Poletnih olimpijskih igrah 1988, 1992, 1996, 2000 in 2004.
Prvič je na olimpijskih igrah nastopil leta 1988, ko je nastopil v osmercu in z njim osvojil peto mesto. V Atenah je na svojih zadnjih olimpijskih igrah kot član avstralskega osmerca osvojil bronasto medaljo.
Po upokojitvi mu je leta 2007 FISA podelila Medaljo Thomasa Kellerja za življenjske dosežke.